# تادئوش دولنی
تادئوش دولنی (لهستانی: Tadeusz Dolny؛ زادهٔ ۷ مهٔ ۱۹۵۸) بازیکن فوتبال اهل لهستان بود.
از باشگاه‌هایی که در آن بازی کرده‌است می‌توان به باشگاه فوتبال گورنیک زابژه اشاره کرد.
وی همچنین در تیم ملی فوتبال لهستان بازی کرده‌است.